# St.-Kasimir-Kirche (Alytus)

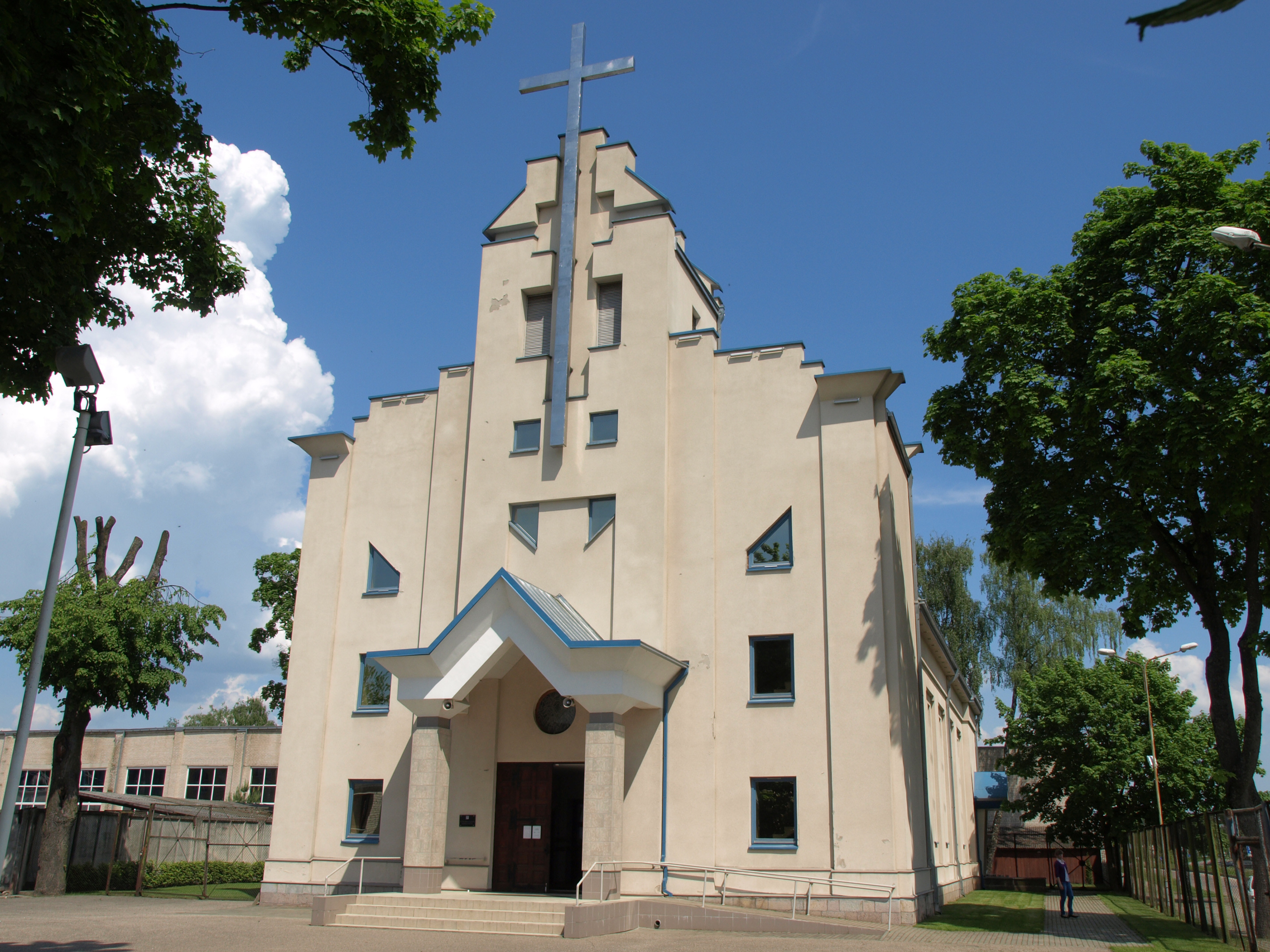
Die St.-Kasimir-Kirche heute

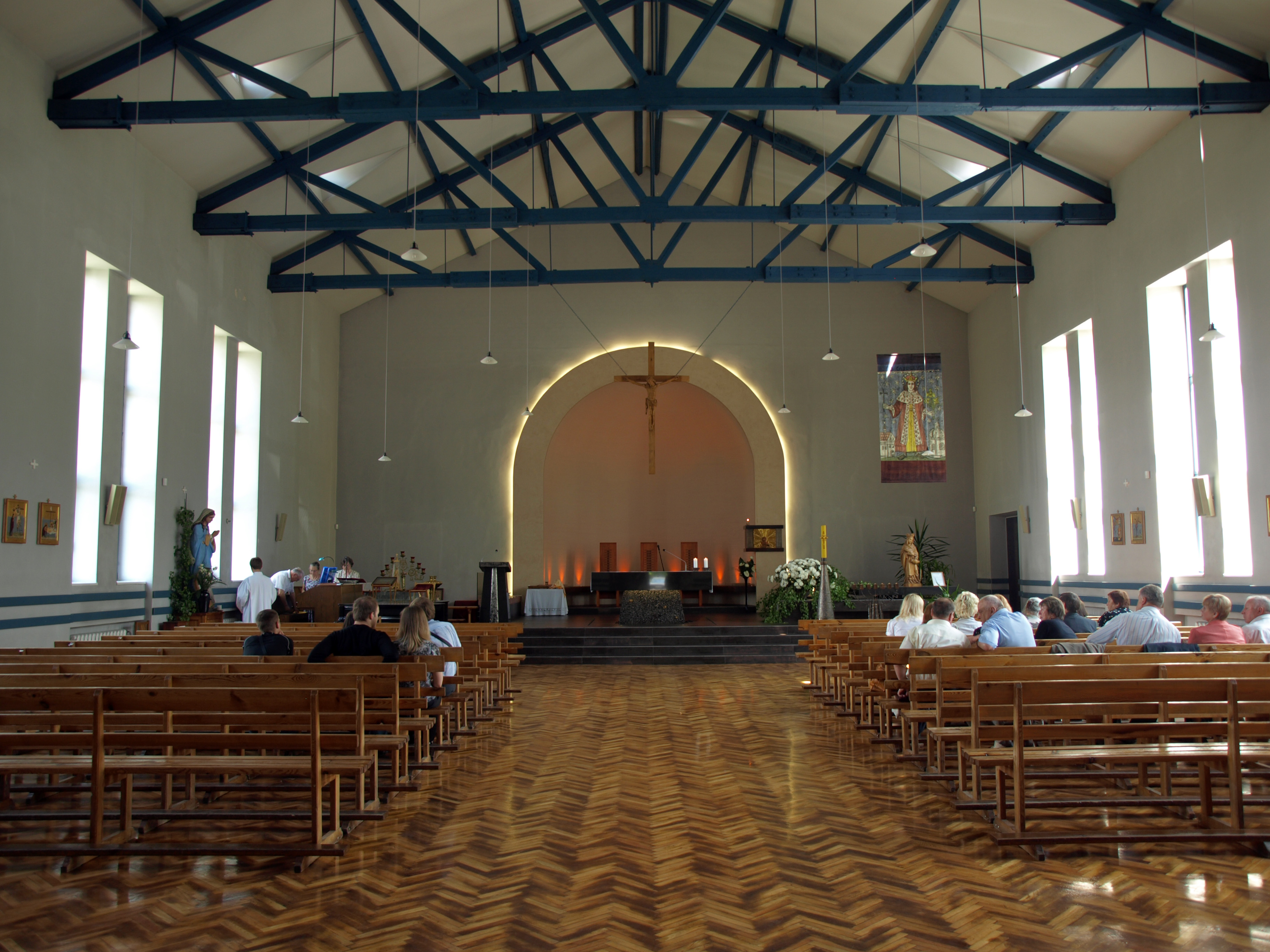
Innenansicht

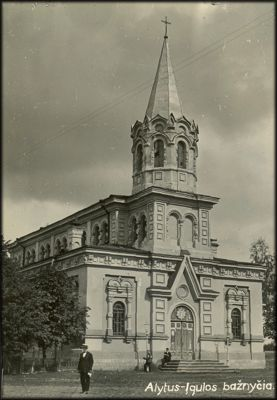
Die Kirche in der Zwischenkriegszeit

Die Sankt-Kasimir-Kirche (litauisch Šv. Kazimiero bažnyčia) ist eine katholische Kirche in Alytus, Litauen. Sie befindet sich an der Landstraße zwischen dem Bahnhof Valkininkai und Alytus und gehört zum Bistum Vilkaviškis.

## Geschichte
1670 wurde am heutigen Standort eine hölzerne Kirche erbaut, die bis 1703 existierte.
1891 wurde an der Stelle eine orthodoxe Kirche errichtet, die zur Festung Alytus gehörte. Das reich ornamentierte Bauwerk im eklektizistischen Stil war dreischiffig mit einem Turm. Nach dem Ersten Weltkrieg wurde sie an die Litauische Katholische Kirche übergeben. Die Kriegsschäden wurden beseitigt. Sie wurde daraufhin dem Heiligen Kasimir geweiht und diente als Garnisonkirche für die in der Stadt einquartierten Soldaten.
Nach dem Zweiten Weltkrieg wurde sie geschlossen. In der Sowjetzeit wurde die Kirche als Salzspeicher, später als Autowerkklub genutzt. 1990 bekamen die Gläubigen der litauischen katholischen Kirche sie zurück. Von der ursprünglichen Architektur und Ausstattung ist nichts erhalten. Die postmoderne Fassade mit dem Turmschaft, den ein vorgestelltes Kreuz überragt, erinnert jedoch an die einstige Gestalt.